# Nemesapáti, Zala
Nemesapáti  este un sat în districtul Zalaegerszeg, județul Zala, Ungaria, având o populație de 514 locuitori (2011). 

## Demografie
Componența etnică a satului Nemesapáti
     Maghiari (88,57%)
     Romi (10,16%)
     Germani (1,27%)
Componența confesională a satului Nemesapáti
     Romano-catolici (85,41%)
     Fără religie (3,7%)
     Reformați (2,53%)
     Necunoscută (7,59%)
     Atei (0,78%)
Conform recensământului din 2011, satul Nemesapáti avea 514 locuitori. Din punct de vedere etnic, majoritatea locuitorilor (88,57%) erau maghiari, existând și minorități de romi (10,16%) și germani (1,27%).  Din punct de vedere confesional, majoritatea locuitorilor (85,41%) erau romano-catolici, existând și minorități de persoane fără religie (3,7%) și reformați (2,53%). Pentru 7,59% din locuitori nu este cunoscută apartenența confesională.